# Gentius
Gentius was een Illyrische koning.  Hij was de zoon van Pleuratus III, een koning die goede betrekkingen met Rome onderhield. De hoofdstad van het Illyrische koninkrijk onder Gentius was Scodra.